# Metagonia debrasi
Metagonia debrasi är en spindelart som beskrevs av Pérez och Huber 1999. Metagonia debrasi ingår i släktet Metagonia och familjen dallerspindlar.
Artens utbredningsområde är Kuba. Inga underarter finns listade i Catalogue of Life.